# Willard Lindh
Willard Börje Lindh, född 9 juni 1918 i Göteborg, död 30 oktober 2010 i Annedals församling, var en svensk målare, grafiker och skulptör.
Han var son till affärsmannen Henning Konrad Lindh och Anna Ellidia Wickman och från 1948 gift med Stina Klint. Lindh studerade vid Valands konstskola i Göteborg 1944–1947 och under studieresor till Nederländerna, Belgien och Frankrike. Separat ställde han ut på ett flertal platser bland annat i Falkenberg, Göteborg, Stockholm, Paris, Köpenhamn och på Gerlesborg. Han medverkade i Decemberutställningarna på Göteborgs konsthall och samlingsutställningar i Stockholm, Tyskland, Spanien och Göteborg. Bland hans offentliga arbeten märks ett flertal reliefer i rostfritt stål för kvarteret Spoven i Landala samt en utsmyckning för Focus parkeringshus i Göteborg. Han tilldelades Göteborgs konstnärsklubbs kamratstipendium 1958, Göteborgs stads kulturstipendium, 1965 och 1983 samt Statligt konstnärsbidrag 1979, 1980 och 1981. Hans konst består av stilleben, porträtt, figurer och landskap i olja, pastell, akvarell eller gouache samt träsnitt. Han var representerad i Valandsportföljen 1947 med ett träsnitt. Lindh är representerad vid Nationalmuseum, Göteborgs konstmuseum, Hallands kulturhistoriska museum, Göteborgs kommun, Institut Tessin och Galleri Raymond Creuze i Paris. Han signerade sina arbeten med Willard. Lindh är begravd på Västra kyrkogården i Göteborg.